# Projet Nessie

Le projet Nessie (pour « New European Schemes for Signatures, Integrity and Encryption ») fut mené entre janvier 2000 et mars 2003 par la Commission européenne via son programme IST (pour « Information Society Technologies»), dans le but de participer à l'évaluation de l'AES américain et de favoriser l'émergence de nouvelles primitives cryptographiques (fonctions de chiffrement symétrique et asymétrique, fonctions de hachage, fonctions de signature électronique, etc.) à destination des industriels européens.
En raison des échecs sur les tests, un nouveau projet nommé eSTREAM a été créé pour le remplacer et un premier appel à projets en 2004.

## Réalisations
Après la publication d'un appel à contribution en mars 2000, les participants (experts industriels et universitaires) évaluèrent les soumissions et présentèrent les résultats au cours de quatre « ateliers ». Un portfolio fut finalement publié en février 2003, présentant les nommés.

### Portfolio
- Pour le chiffrement symétrique par bloc de 64 bits  : Misty1
- Pour le chiffrement symétrique par bloc de 128 bits : AES (Rijndael) et Camellia
- Pour le chiffrement symétrique par bloc de 256 bits : Shacal-2
- Pour les algorithmes de hachage à sens unique : Whirlpool, SHA-256, SHA-384 et SHA-512
- Pour les protocoles de chiffrement asymétrique : PSEC-KEM, RSA-KEM et ACE-KEM
- Pour la signature électronique : RSA-PSS, ECDSA et SFLASH
- Pour l'authentification par algorithme asymétrique : GPS